# 33 Pułk Piechoty (Imperium Rosyjskie)
33 Jelecki pułk piechoty (ros. 33-й пехотный Елецкий полк)  – oddział piechoty armii Imperium Rosyjskiego.

## Charakterystyka
Sformowany w 1763. Stacjonował między innymi w Połtawie. Nosił nazwy: Jelecki pp (1811–1833, 1856–1864), Jelecki pjegr (1833–1856).

 W przededniu I wojny światowej pułk etatowo posiadał cztery bataliony po cztery kompanie oraz kompanię tyłową. Kompania piechoty czasu wojny liczyła około 240 żołnierzy i 4–5 oficerów. Na szczeblu pułku występował także pododdział karabinów maszynowych (8 km), łączności (w tym 14 konnych gońców i 21 telefonistów) i zwiadowczy (64 zwiadowców, w tym 4 kolarzy). W sumie pułk liczył około 4000 żołnierzy.
W czasie I wojny światowej wchodził w skład 9 Dywizji Piechoty.
Rozformowany w 1918.
Pułk zasłynął w polskiej historiografii uczestnictwem w ataku na Warszawę 6 września 1831 i szturmie na Redutę Ordona.